# 萊斯特 (北卡羅萊納州)
萊斯特（英語：Leicester）是位於美國北卡羅萊納州班康縣的非建制地區。

## 歷史
萊斯特的郵局自1859年營運至今。

## 地理
萊斯特所處的海拔為高於海平面636米（即2087英呎），而該地所採用的時區為UTC-5，即北美东部时区（EST）。同時該地設有夏令時間，為UTC-5調快一小時，即UTC-4（EDT）。